# La Traversée du Mozambique par temps calme
La Traversée du Mozambique par temps calme est le quatrième roman de Patrice Pluyette, paru le 21 août 2008. Il fait partie de la sélection des 15 romans nommés pour le Prix Goncourt 2008 et de la sélection des 17 romans nommés pour le Prix Médicis 2008. En octobre 2008, le 19e Festival international de géographie lui a décerné le Prix Amerigo Vespucci à Saint-Dié-des-Vosges. 
En novembre 2008 ce roman obtient le Prix Pierre Mac Orlan, présidé par Pierre Bergé.

## Résumé
Le capitaine Belalcazar, un archéologue à la retraite, est prêt à appareiller, sous les hourras de la foule, pour tenter une fois encore de trouver Païtiti, la mystérieuse cité inca qui dissimulerait une quantité gigantesque d'or. Pour ce faire, il a recruté un équipage de choc : les frères Negook et Hug-Gluk, chasseurs d'ours de métier, la cuisinière Fontaine, secrètement amoureuse de Belalcazar, et Malebosse, magicienne et navigatrice chevronnée.
Les péripéties et les dangers s'enchaînent, la technologie la plus avancée surgit dans des paysages primitifs, on flotte dans le temps et se laisse emporter par la fantaisie débridée de l'auteur qui se joue des cordes du roman d'aventure pour atteindre finalement au conte philosophique.
Que faire, une fois parvenue à Païtiti ? Est-on riche quand l'or coule à flots et que tout le monde peut en obtenir autant qu'il veut ?

## Extraits du roman
Le commencement
Le maire a terminé son discours et transpire du front ; midi approche. Un vent frais souffle de l'ouest mais compte tenu des précipitations récentes qui ont rincé la région on s'estime heureux, la mer est calme et la foule se presse autour de l'embarcation. Dans l'embarcation Hug-Gluq est blond, il paraît grand et se tient à l'arrière du bateau, la main gauche sur la taille, l'autre contre un objet proche, successivement le mât et la malle ; on dirait qu'il va poser pour un magazine de voile ou donner un ordre tant son regard est vivant, en réalité il attend de savoir ce qu'il doit faire en regardant son capitaine, lequel salue la foule. Negook, le frère de Hug-Gluq, est parti voir si par hasard il ne trouverait pas dans le bazar une guitare de voyage bon marché et le capitaine commence à se rendre compte qu'il a engagé deux nigauds.
C'est étonnant l'histoire de ces deux types. Originaires d'une tribu indienne du nord de l'Alaska, ils passent leur enfance à suivre les histoires des ancêtres chasseurs d'ours sous la tente du grand-père quand, un fin duvet ombrageant le renfoncement de la lèvre supérieure (ils ont à peine douze ans), ils partent à leur tour chasser l'ours. Les battues durent des semaines, des mois, et toujours ils reviennent saufs; on leur reconnaît l'indéniable qualité du chasseur d'ours : l'honnête bravoure. À force de manier la lance ils deviennent beaux, s'épaississent, forcissent; lors des veillées autour du feu l'éclat rougeâtre des flammes lèche le galbe de leurs muscles, les pucelles pâlissent. Ils sont taillés comme des Grecs. On leur promet les plus belles femmes, les plus belles ouvertures pour finir chef de tribu, mais rien n'y fait : humbles et professionnels, ils déclinent ces avances, prétextant l'ascèse comme seul moyen de continuer à chasser l'ours honorablement. Un jour, la quiétude du camp est troublée par l'arrivée intempestive d'une bande de jeunes hippies venant de l'Iowa. Ils initient les deux chasseurs aux rudiments fumeux de la liberté individuelle ; la tribu voit ça d'un mauvais œil et elle a raison, désormais les deux chasseurs ne reviendront plus, fini, ras le bol de toute cette vie, on veut connaître le monde.